# CodePlex
CodePlex byl internetový projekt společnosti Microsoft určený k hostování otevřeného softwaru. CodePlex byl založen v květnu 2009. K repozitářům bylo možno přistupovat pomocí verzovacích systémů Team Foundation Server nebo Subversion. Uživatelé měli dále k dispozici nástroje pro sledování požadavků, chyb, podporu RSS, statistiky, diskuzní fóra, vlastní Wiki atd. Ač se většina zdejších projektů týkala .NET Frameworku, včetně ASP.NET a Microsoft SharePointu, byly zde projekty zabývající se SQL, WPF a Windows Forms a další. Projekt byl ukončen 21. října 2021.